# Efecto dominó

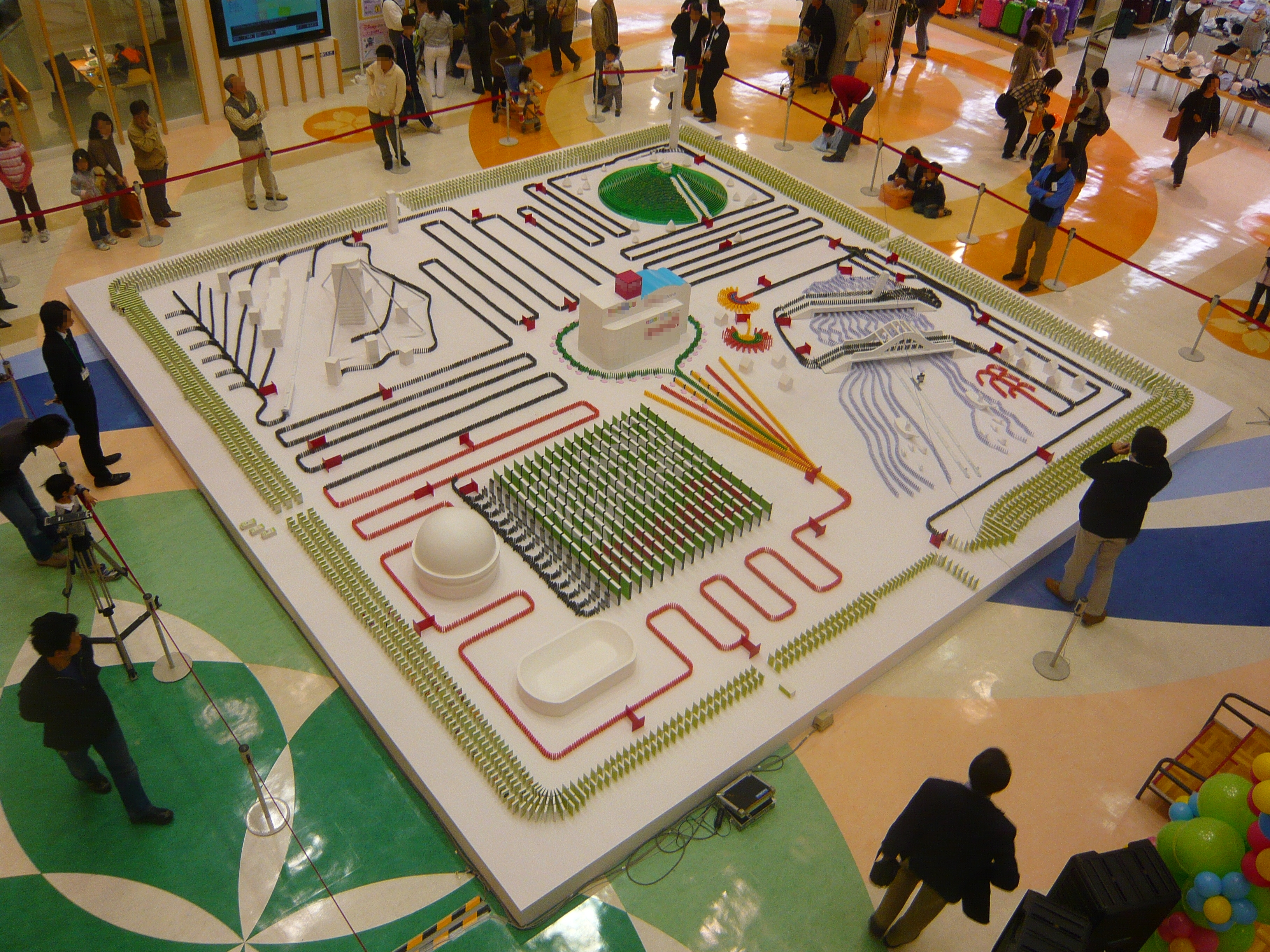
Dominó - Acontecimientos de efecto.

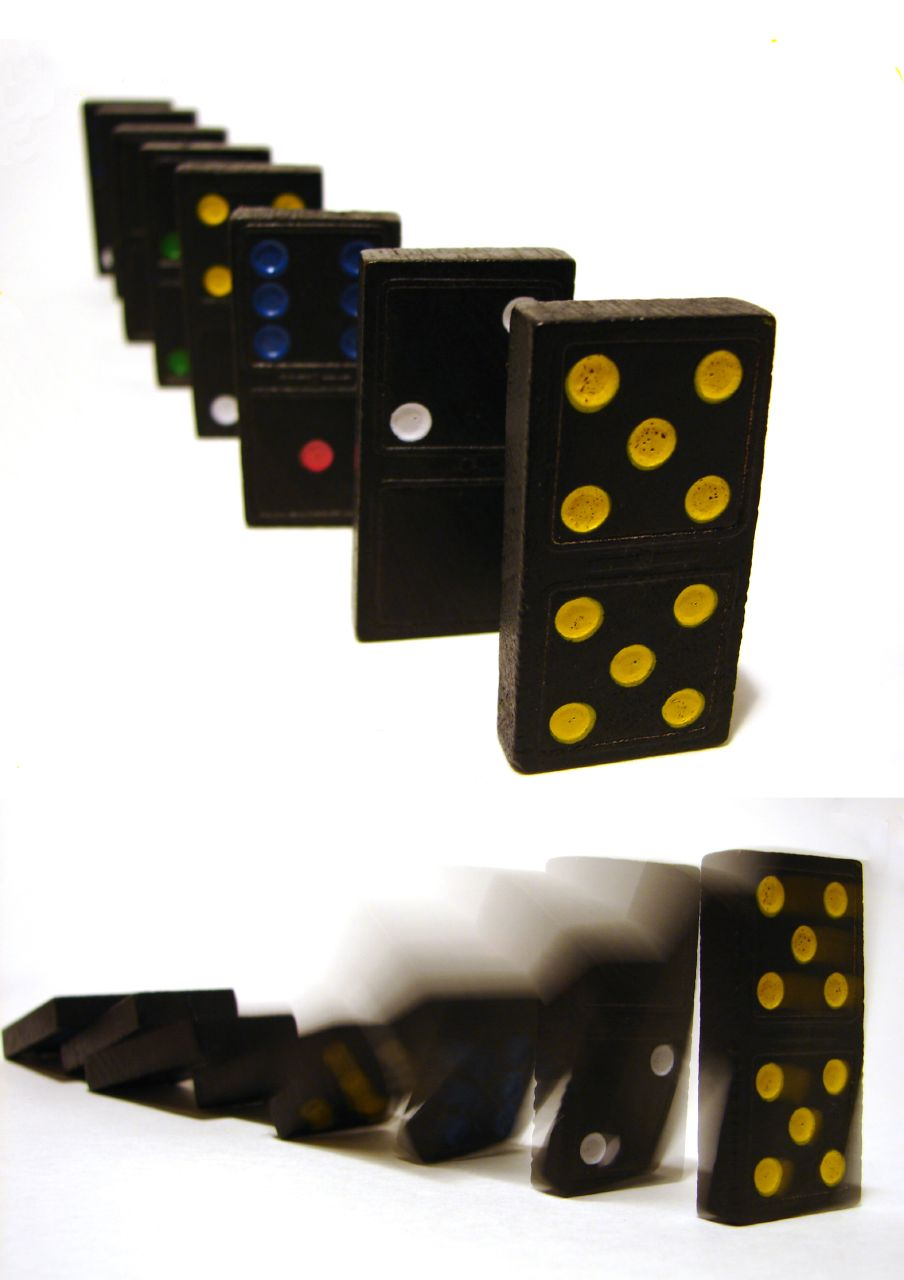
Dominós estáticos (superior). Dominós en movimiento (inferior).

El efecto dominó o reacción en cadena es el efecto acumulativo producido cuando un acontecimiento origina una cadena de otros acontecimientos similares.
Se produce cuando un pequeño cambio origina un cambio similar a su lado, que a su vez causa otro similar, y así sucesivamente en una secuencia lineal. Recibe este nombre, por analogía con la caída de una hilera de fichas de dominó colocadas en posición vertical. El efecto dominó también puede hacer referencia a una cadena de acontecimientos no materiales.
El término, en sus distintos usos, se ha hecho popular por su analogía al efecto mecánico, una fila de fichas de dominó al caer una ficha detrás de otra, aunque típicamente se refiere a una secuencia enlazada de acontecimientos donde el tiempo entre acontecimientos sucesivos es relativamente pequeño. Puede ser utilizado literalmente (una serie observada de colisiones reales) o de forma metafórica (conexiones causales dentro de sistemas como la política o las finanzas globales).

## Demostración del efecto
El efecto dominó puede ser fácilmente visualizado situando una fila de piezas del Dominó, a breve distancia la una de la otra, apoyadas en el canto pequeño. Empujando la primera pieza, esta causará la caída de la siguiente y así de forma sucesiva, disparando la cadena lineal en la cual cada pieza hace caer aquella que inmediatamente le antecede. El efecto es el mismo en manera independiente de la longitud de la cadena. La energía empleada en el proceso es la energía potencial, acumulada por las piezas cuando son colocadas en posición metaestable, de hecho, la energía transferida por cada caída es superior a aquella necesaria para hacer caer la pieza que sigue
El efecto dominó es explotado en las máquinas de Rube Goldberg.

## En medios de comunicación
- Domino Day – intento de récord mundial por el número más alto de piezas de dominó.